# Julio César Pol
Julio César Pol (n. Ponce, Puerto Rico; agosto de 1976) es un escritor, editor y economista.
Es uno de los escritores y editores más influyentes de la promoción/generación de 2000 [1].

## Trayectoria
Fue cofundador de varios de los grupos literarios más relevantes de la década de 2000: El Sótano 00931, Colectivo literario, Botella al mar y La generación del nuevo ‘98. Fue Director de la revista El Sótano 00931 en el período de 2000 a 2007 [2-5]. Además fue Coordinador General de los encuentros de (De)Generaciones [6-9]y editor de la antología Los Rostros de la Hidra. 

### Publicaciones y reconocimientos literarios
Ha publicado los libros "La guerra de las Galias" (edición de autor), "La luz necesaria"[10-11], "Idus de marzo", "Mardi Gras"[12] y "Sísifo"[13], estos, publicados bajo el sello editorial Isla Negra Editores .
Además ha publicado en revistas internacionales como "Desde el límite"  (2002), "Borinquen literario" (2004), "Letras salvajes"  (2004) "Hostos Review" (2005)[14], "Aullido" (2006)[15] y "Baquiana" [www.baquiana.com](2006).
En su rol de editor publicó las antologías "Los Rostros de la Hidra" [16] y "Poesía de Puerto Rico: Cinco décadas (1950-2000)" [16], esta última junto a otros editores.  También, ha sido incluido en dos antología de escritores jóvenes latinoamericanos 2017 (2010) [18] y Tránsito de fuego (2009) [19].
Pol obtuvo premios en los certámenes de ICPR Junior College, en los certámenes Universidad de Puerto Rico en Ponce, la Universidad Politécnica de Puerto Rico, el certamen del Círculo Jaime Marcano, el certamen del Círculo de Recreo de San Germán y el certamen de Olga Nolla de El Nuevo Día.

### Publicaciones económicas
Además, es economista, posee un doctorado en Economía y se encuentra culminando un segundo doctorado en Evaluación. En el área de economía ha publicado innumerables trabajos relacionados con los temas de crimen, economía subterránea, migración, suicidio y economía laboral.
- Datos: Q5955184